# Emilio Rentería
Emilio Rentería (Caracas, 19 agosto 1985) è un calciatore venezuelano, attaccante del Buñol.

## Carriera

### Club
Ha iniziato la sua carriera professionale in Spagna, dove ha gareggiato nella seconda divisione con il Levante nel 2001. Nel 2004 rientra in patria per competere nella prima divisione venezuelana, prima con il Deportivo Italia, dove ha segnato 12 gol. Trascorsa una stagione nel club di Caracas si trasferisce nel Maracaibo, dove ha segnato 14 gol in due stagioni. Nel 2007 si trasferisce al Caracas in cui ha segnato 16 gol.
Il 19 agosto 2009 si trasferisce negli Stati Uniti al Columbus Crew. Ha fatto la sua prima apparizione per i Black and Gold il 20 settembre 2009, giocando gli ultimi tre minuti di una partita di campionato contro i Chicago Fire. Nel corso della stagione 2010-2011 è stato in grado di prendere il posto da titolare, dimostrando il suo valore per il Columbus Crew. Il suo primo gol della stagione lo ha realizzato il 20 maggio 2010 contro i New York Red Bulls.

### Nazionale
Conta sette presenze in nazionale, tutte in partite amichevoli.